# 按需启动
按需启动也称加电待机（Power-up in standby，缩写PUIS）或电源管理模式 2（Power Management 2 Mode，缩写PM2，西部数据特有），是一种SATA或PATA硬盘的功能。它可以阻止硬盘驱动器在上电时自动启动，改为稍后以一个ATA标准命令来启动旋转，从而使硬盘只在需要时启动，此举能节约电力，并避免多个磁盘同时开始旋转产生的峰值功耗。桌面驱动器（HDD）的主动/闲置时典型功耗为几瓦特，而待机时为几十分之一瓦特。
PUIS需要相应的BIOS支持。如果驱动器上已启用PM2，但系统的BIOS不支持此功能，那么系统可能不会检测到该硬盘驱动器，或者检测到的容量为0。PUIS一般只在RAID控制器上支持。
PM2通常可以通过跳线来启用，但也可以使用制造商的特殊工具配置特定扇区来启用。
有关PUIS的ATA指令
ATA任务文件设定：
特性 = 0x06 - 启用PUIS
特性 = 0x86 - 禁用PUIS
特性 = 0x07 - 在上电后使驱动器旋转
命令 = 0xEF - 设定特性